# Dseraunaja (Minskaja)

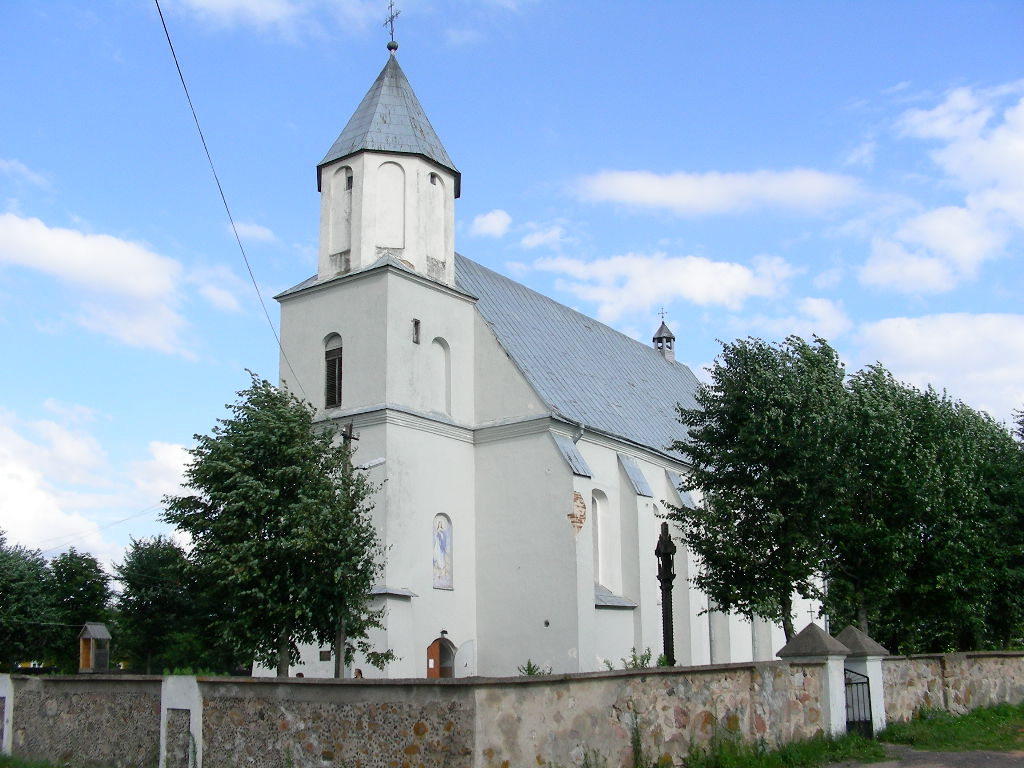
Kloster St. Mariä Himmelsfahrt

Dseraunaja (belarussisch Дзераўная, russisch Деревная) ist ein Dorf im Rajon Stoubzy in der Minskaja Woblasz in Belarus. Das Dorf liegt in der Nähe des kleinen Flusses Schura und gehört zum Selsawet Chatowa.
Das Dorfareal wird vom im Gotikstil errichteten Kloster St. Mariä Himmelsfahrt aus dem Ende des 16. Jahrhunderts dominiert.